# Dipropyltryptamin
Dipropyltryptamin eller DPT (IUPAC-namn: 3-[2-(dipropylamino)etyl]indol)) är en kraftig enteogen och hallucinogen som tillhör gruppen tryptaminer. Den påträffas endera som vätekloridsalt i kristallin form eller som fri bas (kemi) i oljig eller kristallin form.
DPT syntetiserades först av Ann och Alexander Shulgin och beskrivs i deras bok TiHKAL.

## Effekter
Även om DPT kemiskt är likt dimetyltryptamin är dess effekter märkbart skilda. Dom mest påtagliga effekterna av DPT-påverkan är ökade intryck av musik och färger, vibrerande känslor i kroppen, positiva känslor av värme, förlorat ego, syner av ansikten och främmande landskap.
Vanliga fysiska effekter av DPT är illamående, domningar i tunga eller hals och förstorade pupiller.

## Religiöst användande
DPT används som ett religiöst sakrament av tempel True Inner Light, en New York utlöpare av Native American Church. Templet tror att DPT och andra enteogener är fysiska manifestationer av Gud.

## Legal status
DPT är klassat som narkotika i Sverige sedan 2015.